# Sturgis MH-1A

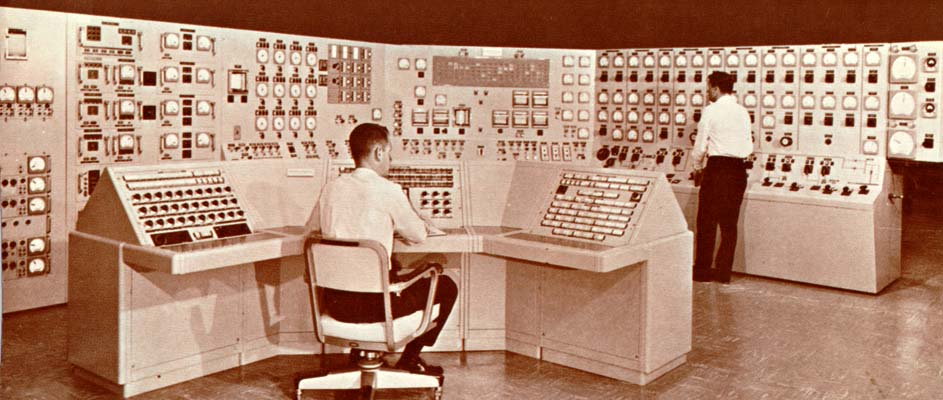
Simulator controlekamer MH-1A reactor Fort Belvoir

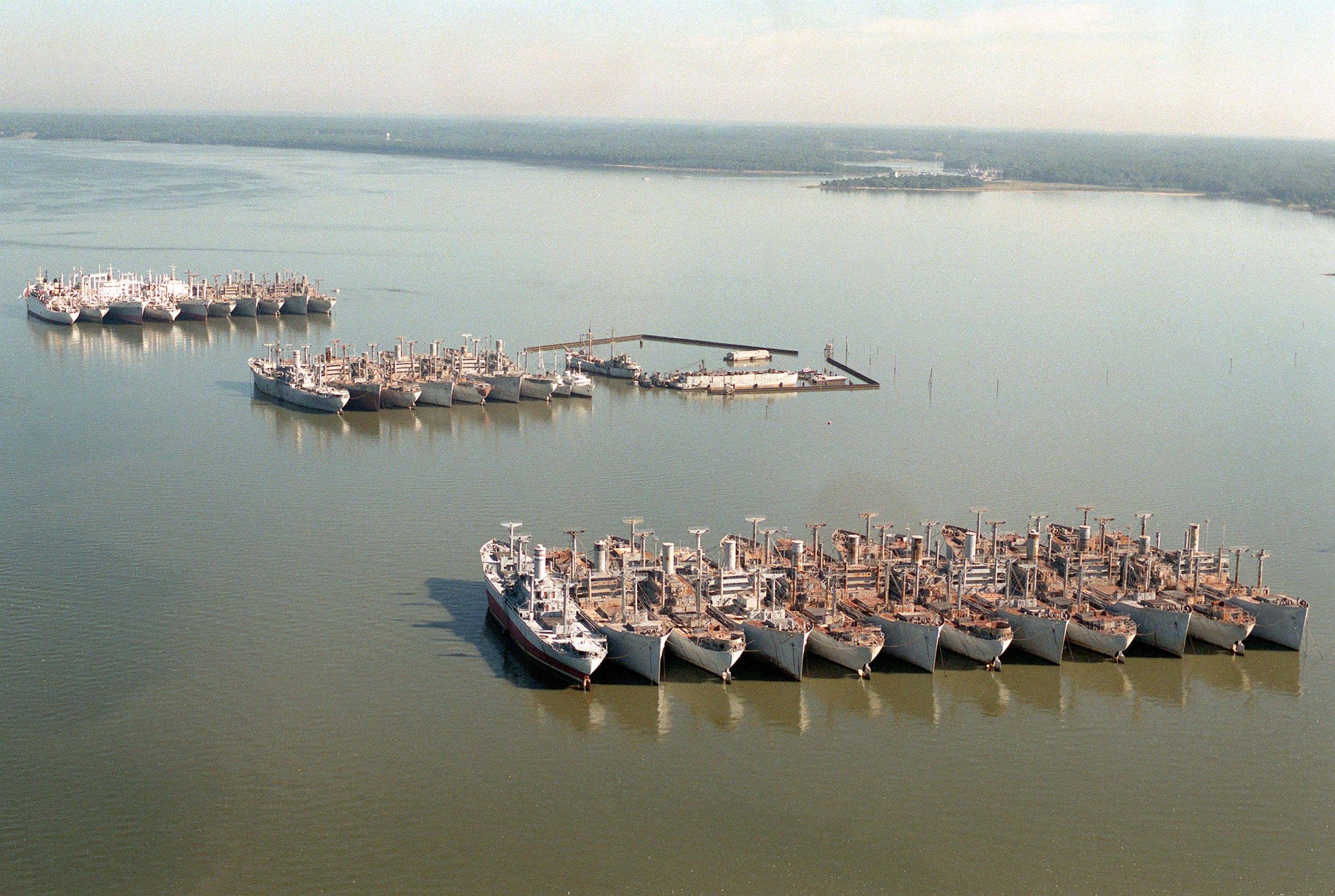
Opgelegde schepen in de James rivier

De Sturgis MH-1A was de eerste drijvende kerncentrale. Het Liberty schip werd in de jaren zestig grondig verbouwd en kreeg een MH-1A kernreactor met een vermogen van 10 megawatt aan boord. De naam van het schip werd gewijzigd in Sturgis, naar generaal Samuel D. Sturgis, Jr. In 1967 werd de MH-1A naar de Panamakanaalzone gesleept en heeft daar tot 1975 elektriciteit geleverd. De ontmanteling begon in 2014 en werd voltooid in maart 2019.

## Bouw
In augustus 1945 kwam de SS Charles H. Cugle in de vaart. Het was een Liberty vrachtschip gebouwd door J.A. Jones Construction gevestigd in Panama City in de staat Florida.

## Verbouwing tot kerncentrale
Het lag opgelegd toen het in maart 1963 overging naar het Amerikaanse leger. De naam van het schip werd gewijzigd in Sturgis. Het kreeg de bestemming van drijvende kerncentrale. De MH-1A kernreactor was besteld bij het defensiebedrijf Martin-Marietta die in 1961 het contract voor de bouw had gekregen voor 17,2 miljoen dollar.
Het schip moest ingrijpend worden verbouwd. In een droogdok werd het middenstuk met de brug en de machinekamer verwijderd. Een heel nieuw middenstuk was voorbereid, deze was iets breder dan het oude middenstuk, om plaats te maken voor de reactor en de beschermingslagen om de reactor. Niet alleen om de bemanning te beschermen tegen de straling, maar ook om de reactor te beschermen in geval van een aanvaring met een ander schip. De motor was verwijderd en het schip moest versleept worden naar andere locaties.

## Inzet
In Fort Belvoir, in de staat Virginia, is het hoofdkwartier van het United States Army Corps of Engineers. Hier was ook de Army Reactors Branch gevestigd, deze eenheid hield zich bezig met de ontwikkeling van compacte kerncentrales die gebruikt kunnen worden om op afgelegen locaties warmte en stroom te leveren. De eerste kerncentrale van het leger, de SM-1, werd hier tussen 1955 en 1957 gebouwd. De reactor werd ook gebruikt om personeel op te leiden. Vanwege de aanwezige kennis werd de Sturgis hier afgemeerd om er ervaring mee op te doen.
De Sturgis arriveerde op 22 april 1966 in Fort Belvoir. De MH-1A-reactor werd voor het eerst kritisch op 24 januari 1967 en werd op 25 juli 1967 overgenomen door het leger van de leverancier. De Sturgis bleef hier 11 maanden liggen en leverde stroom aan Fort Belvoir, in afwachting van een geschikte definitieve locatie. Op 7 augustus arriveerde het schip in het Gatúnmeer en meerde af tussen de sluizen en de overlaat. Vanaf oktober 1968 kwam de centrale in bedrijf. Het leverde tot 1975 zo’n 10 megawatt (13.000 pk) aan elektriciteit aan de kanaalbeheerder.
Na een jaar actief te zijn geweest kreeg de MH-1A-reactor nieuwe brandstofstaven. Dit duurde een week, van 17 tot 25 oktober 1969 en er volgden nog vier van deze operaties gedurende de levensduur van de reactor. De reactor gebruikte laag verrijkt uranium, tussen de 4%-7%, en de hoeveelheid geleverd uranium-235 was 541,4 kilogram.

## Sloop
In 1976 werd de reactor buiten dienst gesteld, de bedrijfskosten waren te hoog. De kanaalbeheerder had ook een – goedkoper - alternatief voorhanden waardoor de Sturgis niet langer meer nodig was. De reactor was negen jaar in bedrijf en had een gemiddelde jaarlijkse capaciteitsbenutting van 56%.
Tussen december 1976 en januari 1977 werd ze teruggesleept naar de Verenigde Staten. Ze liep daarbij stormschade op en moest daardoor uitwijken naar Sunny Point in North Carolina voor reparaties. In maart 1977 kwam ze weer in Fort Belvoir aan. De brandstof werd verwijderd en de reactor ontsmet en verzegeld. De brandstof werd naar de Savannah River Site getransporteerd en daar opgeslagen. De Sturgis werd vervolgens afgemeerd in de James river.
Op 27 maart 2014 werd een contract ter waarde van US$ 35 miljoen toegekend aan Chicago Bridge & Iron (CB&I) voor de ontmanteling en verwijdering van de kernreactor. De Sturgis is in april 2015 versleept naar Galveston in Texas, waar CB&I de resterende radioactieve afvalstoffen heeft verwijderd. Na het beëindigen van deze werkzaamheden is het schip op 26 september 2018 aangekomen in Brownsville waar het in maart 2019 is gesloopt.